# Хюсеин шах джамия
Хюсеин шах джамия (на турски: Hüseyin Şah Camii; на македонска литературна норма: Хусеин Шах џамија) е средновековен мюсюлмански храм в село Сарай, край град Скопие, Република Македония.

## История
Над входа на джамията има надпис, който дава годината на нейното изграждане – 961 година от хиджра (1553 – 1554 година от Христа), и казва, че джамията е построена от Хюсеин шах, видна личност в османската държава. В горния ляв ъгъл на надписа, в малка квадратна рамка има друг надпис на три реда, с арабския шрифт сюлюс, който известява за смъртта на Хюсеин шах. Този надпис вероятно е дело на Катип Халил и вероятно посочва годината на завършване на храма – 985 от хиджра (1577 – 1578 от Христа).
Джамията изгаря през 1689 година, когато Йохан Норберт Пиколомини по време на Голямата турска война заповядва Скопие да бъде опожарен. В 1160 от хиджра (1747 - 1748 от Хр.) е премхнато оловото покриващо купола. Джамията пострадва и по време на Първата световна война и при Скопското земетресение в 1963 година.
След земетресението, в 1964 година са извършени ремонтни дейности, при които куполът е покрит с плочи, тремът и част от минарето над шерефето са реконструирани и са изградени нови михраб, махвил и кюрси, а стените са измазани отвътре.

## Архитектура
Джамията принадлежи към типа джамии с централен купол и квадратен план, с триделен трем на северната страна и минаре на северозапад. Куполът е покрит с плочки и стои на нисък барабан с осемъгълна форма отвън. Преходът се постига с помощта на тромпи. Минарето, което стои в западния ъгъл на джамията, е изградено от дялан камък. Под шерефето има сталактинта декорация на четири нива. Стените на джамията са от дялан камък, като прозорците и арките са рамкирани с тухли. Входът е прост и засводен с полукръгла профилирана рамка с надписа. Михрабът е в средата на южната стена, рамкиран от правоъгълна рамка в нисък релеф. Михрабната ниша е седмоъгълна в основата и завършва със сталактитна декорамия в седем реда. Дървеният минбар, кюрсито и дървеният махвил по цялата северна страна са нови. Тромпите имат проста декорация от три реда сталактити. Декорация има и по тромпите.
В двора на джамията има многобройни надгробни камъни, включително този на Али бей, син на Хюсеин шах (1032 от хиджра – 1622 – 1623 от Хр.).

## Хюсеин шах тюрбе
На югозапад от джамията е изградено тюрбето на Хюсеин шах. То е от типа затворени тюрбета с купол.